# Besian Idrizaj
Besian Idrizaj (Baden bei Wien, 12 oktober 1987 – Linz, 15 mei 2010) was een Oostenrijks voetballer. Hij startte zijn professionele carrière bij LASK Linz en werd na het seizoen 2004/05 uitgeroepen tot "Benjamin van het jaar" in de Erste Liga. In 2005 wist hij een contract te verkrijgen bij Liverpool FC. Hij stond hier echter nooit op het veld.
Idrizaj overleed op 22-jarige leeftijd ten gevolge van een hartaanval. Op het moment van zijn dood had hij nog een contract bij Swansea City AFC.